# ITT Kanpur

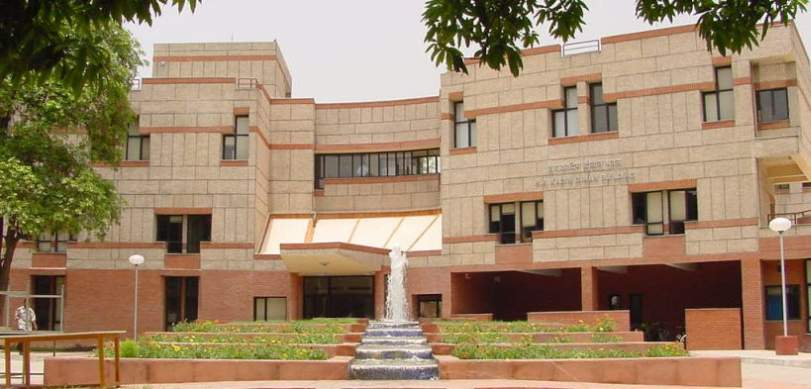
Prédios do Departamento de Ciência da Computação e Engenharia no IIT Kanpur.

A Indian Institute of Technology Kanpur (IIT Kanpur) é uma universidade pública de instituto de tecnologia localizada em Kanpur, Uttar Pradesh, Índia. Foi declarada uma Instituição de Importância Nacional pelo Governo da Índia sob a Lei dos Institutos de Tecnologia. O IIT Kanpur está classificado entre as instituições acadêmicas mais prestigiadas da Índia.
A instituição foi estabelecida em 1959. Como um dos primeiros Institutos Indianos de Tecnologia, o instituto foi criado com a assistência de um consórcio de nove universidades de pesquisa dos EUA como parte do Programa Indo-Americano de Kanpur (KIAP).